# Високе (Елцький повіт)
Високе (пол. Wysokie, нім. Wyssocken, 1938-45: Waltershöhe) — село в Польщі, у гміні Каліново Елцького повіту Вармінсько-Мазурського воєводства.
Населення — 257 осіб (2011).
У 1975-1998 роках село належало до Сувальського воєводства.

## Демографія
Демографічна структура станом на 31 березня 2011 року:
|          | Загалом | Допрацездатний вік | Працездатний вік | Постпрацездатний вік |
| -------- | ------- | ------------------ | ---------------- | -------------------- |
| Чоловіки | 144     | 37                 | 97               | 10                   |
| Жінки    | 113     | 24                 | 74               | 15                   |
| Разом    | 257     | 61                 | 171              | 25                   |